# Micanopy
Micanopy è un comune degli Stati Uniti d'America, situato in Florida, nella Contea di Alachua.